# Senador Sá
Senador Sá é um município brasileiro do estado do Ceará. Localiza-se na região metropolitana de Sobral. Sua população estimada em 2024 foi de 7.519 habitantes.

## Saúde
- Foi uma das primeiras cidades a pagar o piso da enfermagem.[5]

## Lazer e Urbanismo
- Construção do Calçadão para Atividades Esportivas;
- Criação da Praça dos Impostos, destacando arrecadações como IPTU e IPVA;
- Construção de duas novas praças no distrito de Serrota;
- Instalação de letreiros com identificação visual do município em diversas praças e localidades;
- Investiu no turismo ecologico, sendo uma das primeiras cidades do País com a prática de Kite Suf em açude.[6][7][8][9][10]

## Programas Sociais
Programa Um Craque a mais, um crack a menos, Programa Sorrir Melhor, Programa Amigo do Campo.